# Vasastan
Vasastaden ou Vasastan est un quartier du district de Norra innerstaden à Stockholm en Suède,.

## Description
Vasastaden est limité à l'ouest par Barnhusviken et Karlbergssjön, au sud par Tegnérgatan (au nord de Tegnérlunden), à l'est par Birger Jarlsgatan-Roslagstull-Roslagsvägen et au nord par Brunnsviken et la frontière municipale avec Solna (Norrtull-Norra Länken).
Il borde les quartiers de Norrmalm, Kungsholmen, Östermalm et Norra Djurgården ainsi que la commune de Solna.
La superficie de Vasastaden s'élève à 294 hectares de terres et 11 hectares d'eau. 
Le point culminant se trouve à Vanadislunden, à 43 mètres d'altitude, l'Observatorielunden atteint 42 mètres d'altitude, Hälsingehöjden et Rödabergsbrinken sont à 31 mètres d'altitude.

## Lieux et monuments
Vasastan est réputé pour ses parcs, en particulier le Vanadislunden, le Vasaparken et le Tegnérlunden. Ce dernier présente des statues d'Astrid Lindgren et d'August Strindberg, dont l'ancienne maison abrite le musée Strindberg.
L’architecture dominante de ce quartier est de de style classique nordique datant du début du XXe siècle.

### Bibliothèque publique de Stockholm
La Bibliothèque publique de Stockholm est l'un des bâtiments les plus célèbres de Vasastaden.
La bibliothèque a été conçue par l'architecte Gunnar Asplund et ouverte en 1928.

### Église Gustave Vasa
L'église Gustave Vasa est un autre bâtiment célèbre de Vasastaden.
Elle est située au milieu d'Odenplan. 
L'église Gustaf Vasa a été construite lors de la scission de la congrégation Adolf Fredrik en 1906.

### L'observatoire
L'ancien observatoire de Stockholm a été construit par l'Académie royale des sciences en 1753.
Il s'agit de l'un des rares bâtiments institutionnels construits au siècle des Lumières qui est encore debout aujourd'hui. 
Carl Hårleman était l'architecte de l'Observatoire. Les activités menées à l'Observatoire étaient principalement des recherches en astronomie, géographie et météorologie. 
Plus tard, l'astronomie fut transférée à Saltsjöbaden en 1931 et l'Observatoire est maintenant un musée de l'université de Stockholm.
Il est entouré par le jardin de l'observatoire.

## Galerie

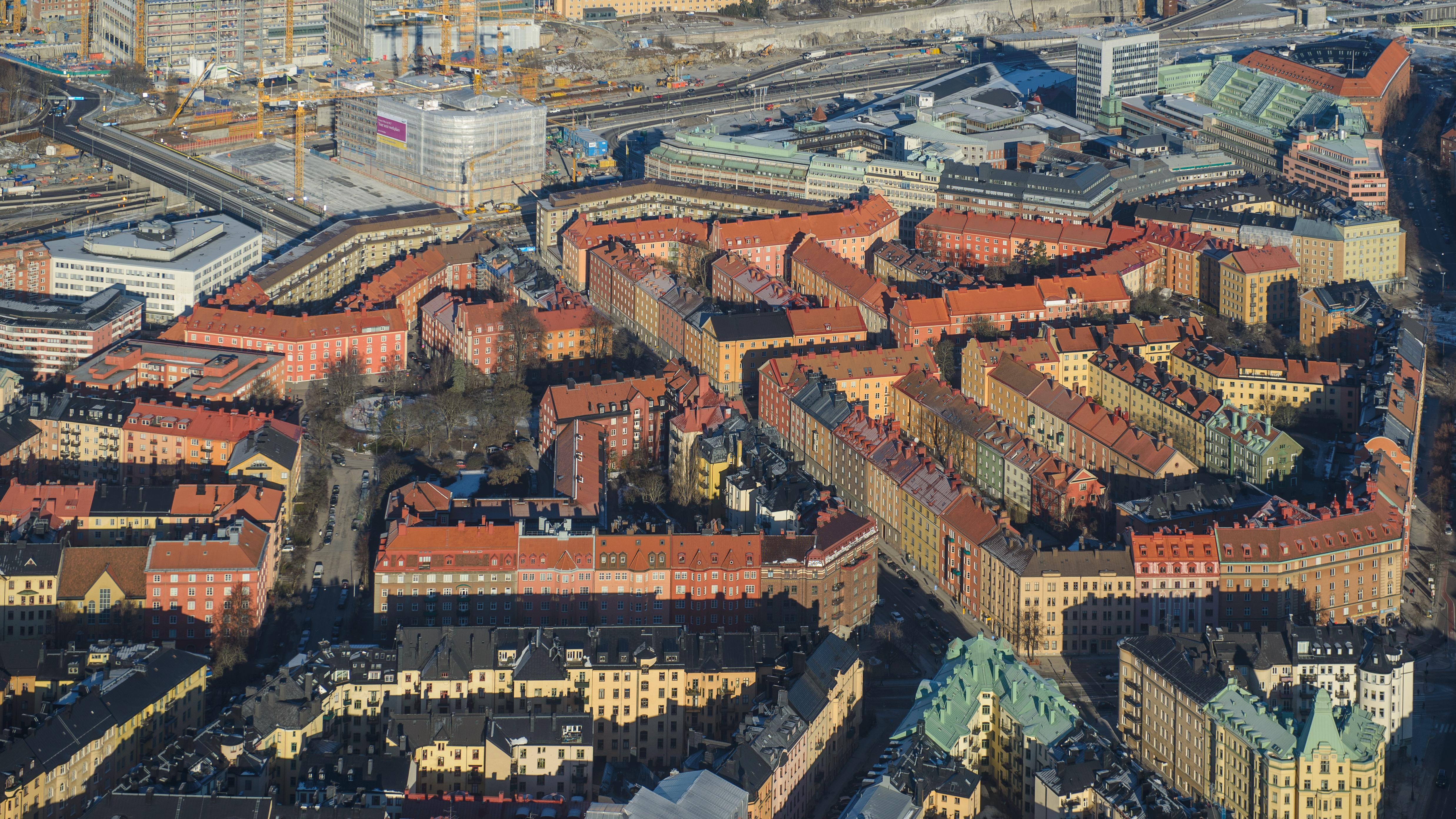
Röda bergen.
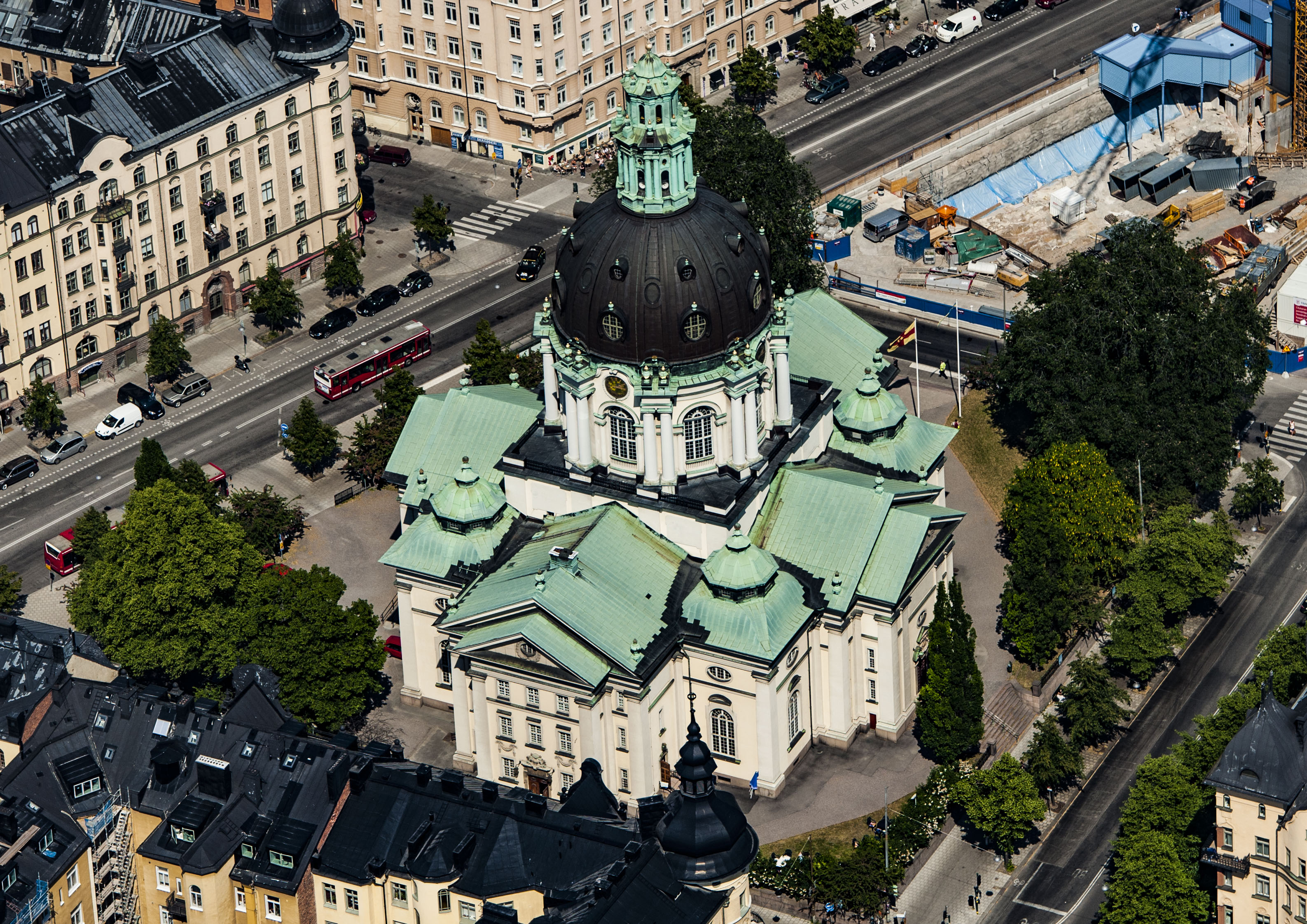
Église Gustave Vasa.
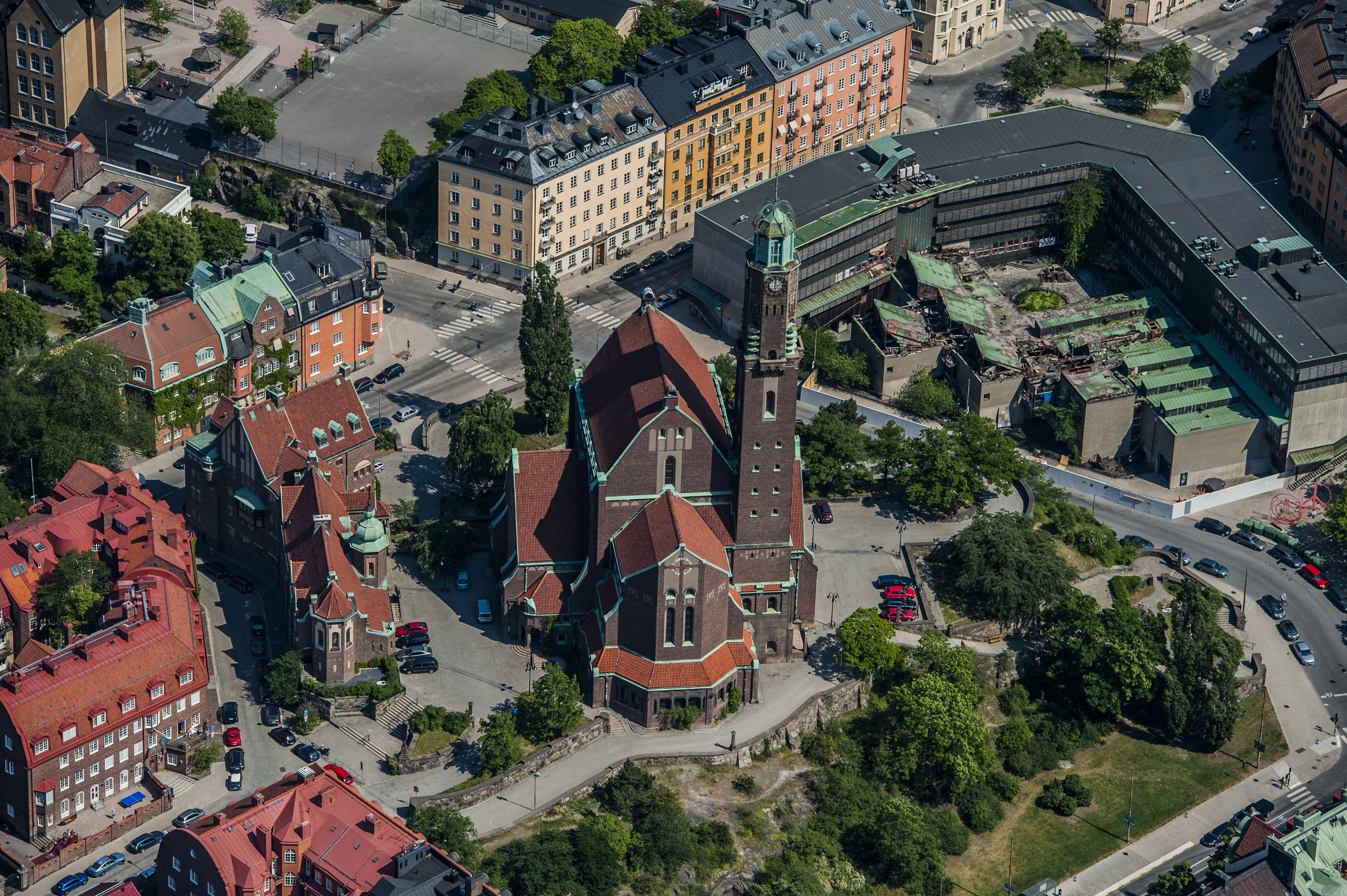
Église Engelbrekt.
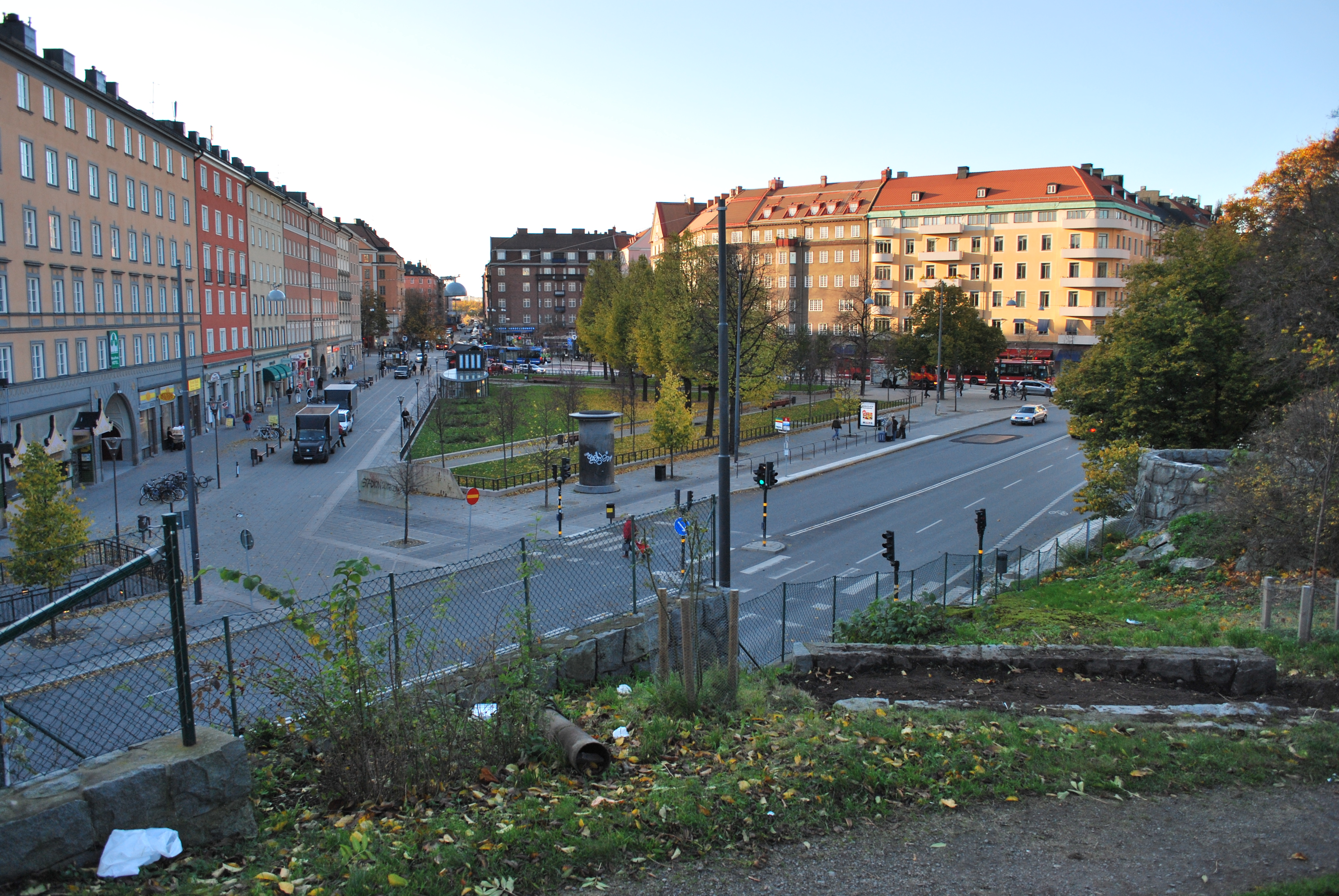
Place Sankt Eriksplan.

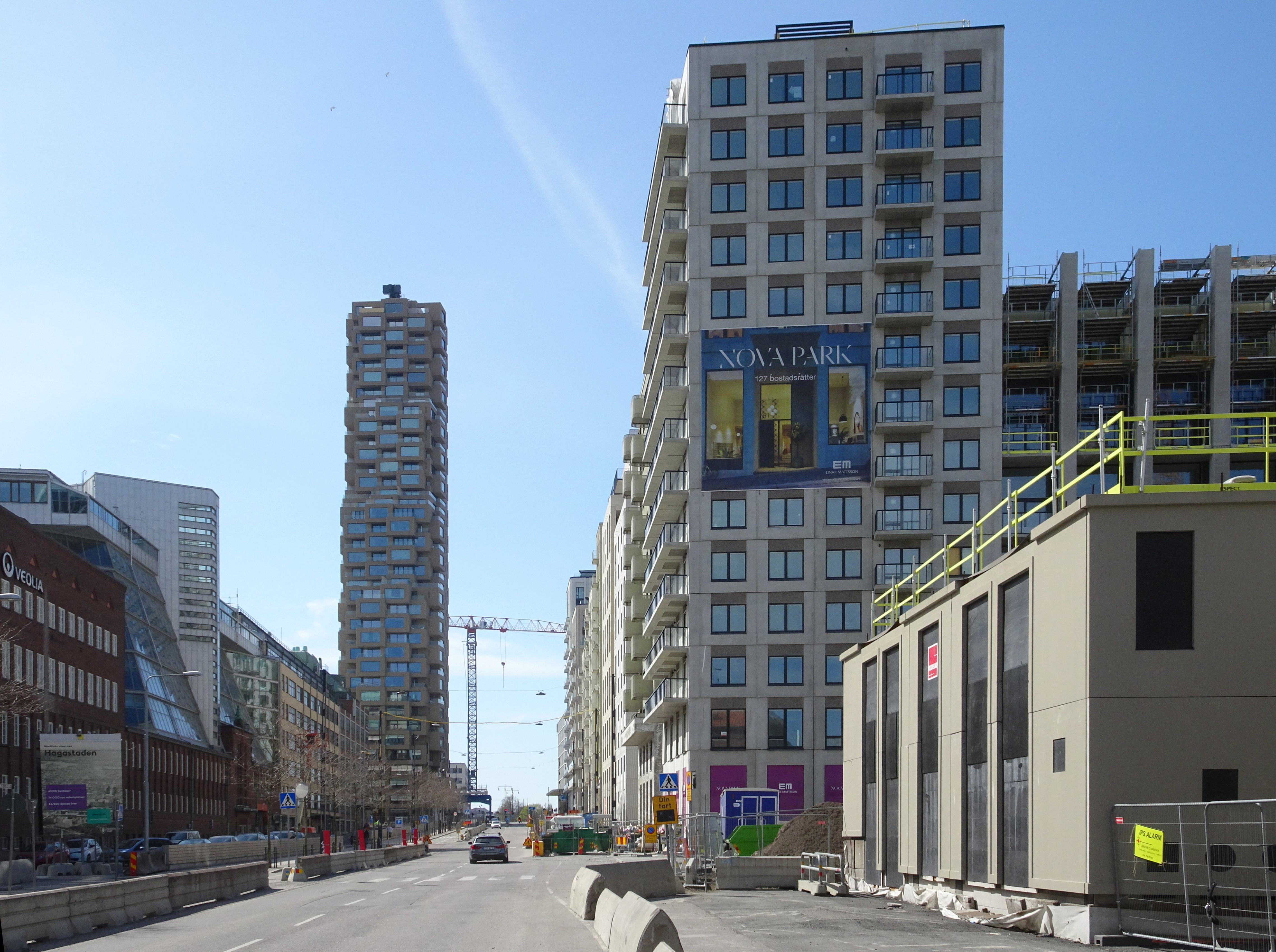
Norra Stationsgatan.
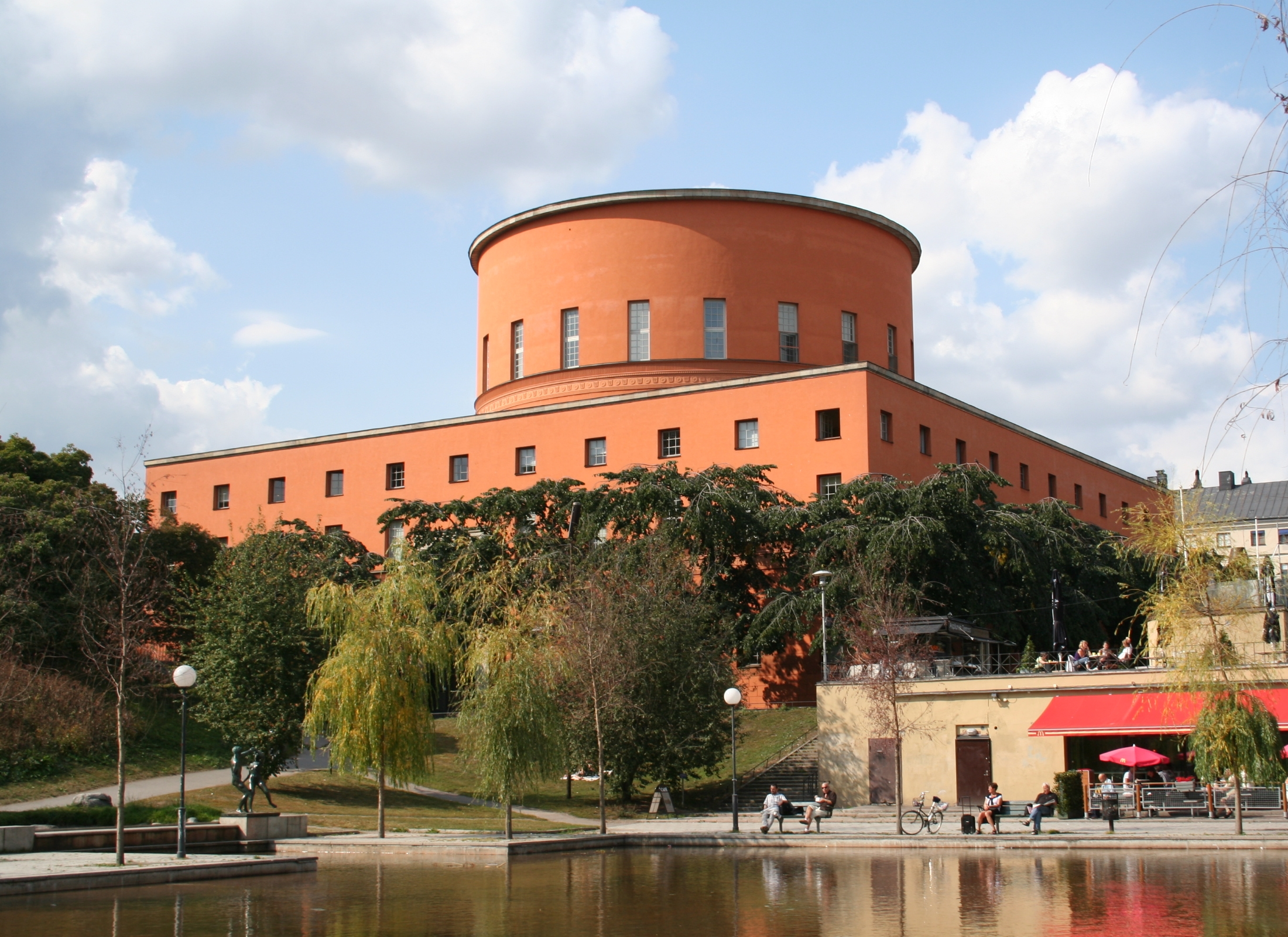
Bibliothèque publique de Stockholm.
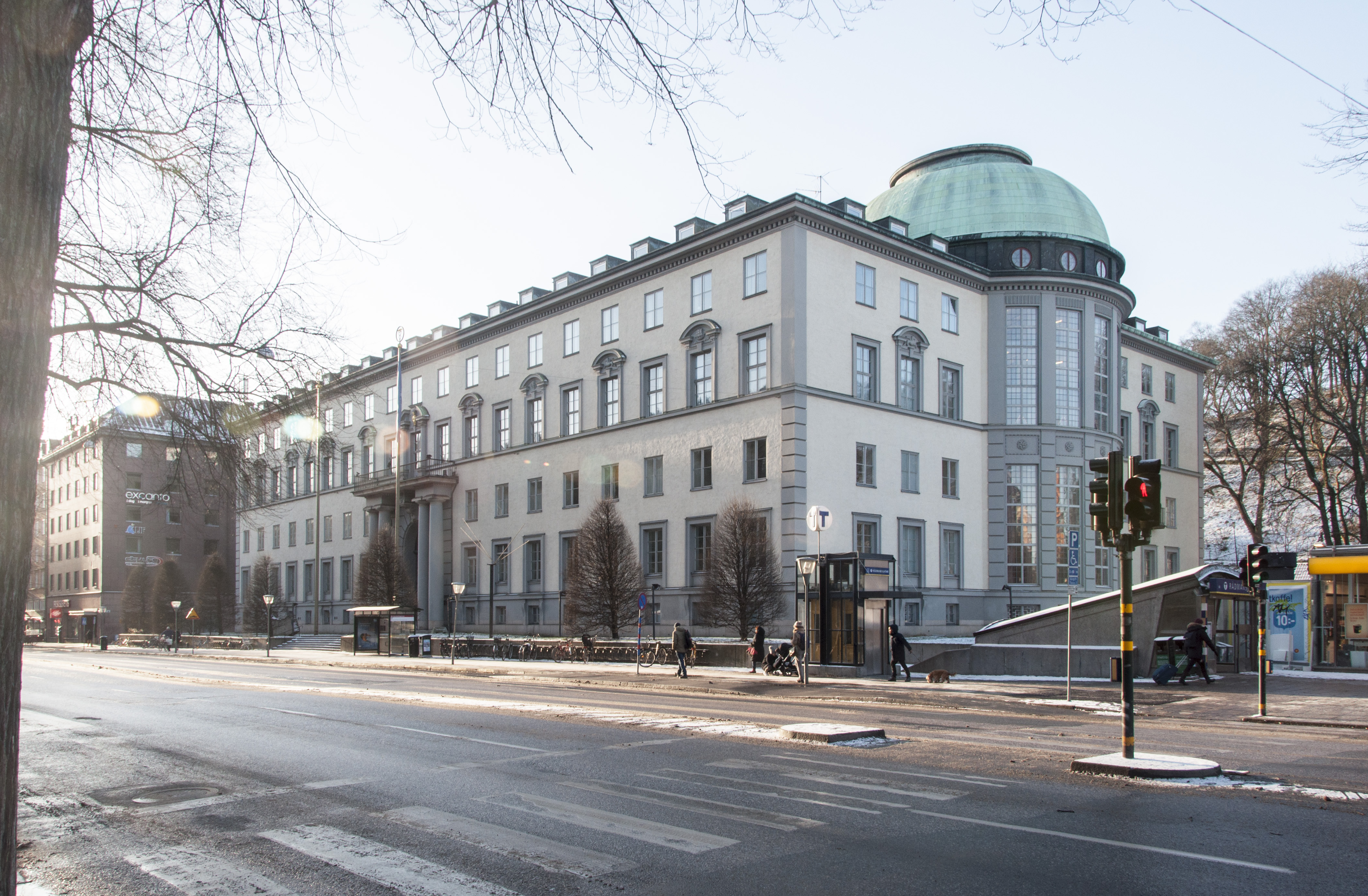
École d'économie de Stockholm.
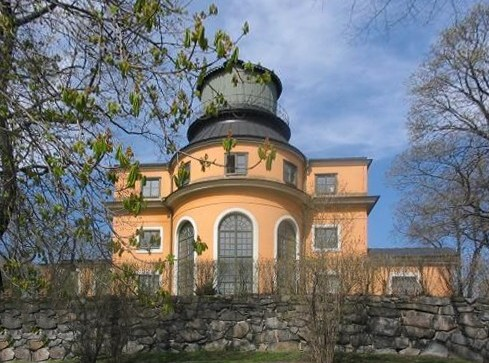
Observatoire de Stockholm.